# Tahereh Mafi
Tahereh Mafi (ur. 1988) – amerykańska pisarka pochodzenia irańsko-amerykańskiego.
Debiutowała w 2011 powieścią „Dotyk Julii”. Od 2013 żona Ransoma Riggsa.

## Ważniejsze dzieła
- Cykl: Dotyk Julii[a]:
  - Tom 1: Dotyk Julii
  - Tom 2: Sekret Julii
  - Tom 2,5: Julia. Trzy tajemnice
  - Tom 3: Dar Julii
- Gdyby ocean nosił twoje imię